# 김금순
김금순(金今順, 1973년 8월 21일 ~ )은 대한민국의 배우이다.

## 출연 작품

### 영화
- 《카트》 (2014년) - 계산원 10 역
- 《부산행》 (2016년) - 생존자 역
- 《까시》 (2016년) - 세라 엄마 역
- 《판도라》 (2016년) - 월촌리 마을 주민 역
- 《마스터》 (2016년) - 원네트워크 회원 13 역
- 《수요기도회》 (2016년)
- 《더 킹》 (2017년) - 목포 검사 부인 역
- 《조작된 도시》 (2017년) - 전단지 여자 역
- 《용순》 (2017년) - 슈퍼 아줌마 역
- 《맥북이면 다 되지요》 (2017년) - 효선 역
- 《엄마》 (2017년) - 엄마 역
- 《한 마디 껌》 (2017년) - 엄마 역
- 《퇴근길》 (2017년) - 엄마 역
- 《베란다》 (2017년)
- 《명당》 (2018년) - 주막 주인 역
- 《사바하》 (2019년) - 제천 무당 역
- 《한낮의 피크닉》 (2019년) - 강미경 역
- 《첫잔처럼》 (2019년) - 관리업체 여사님 역
- 《82년생 김지영》 (2019년) - 작은 고모 역
- 《상팔자》 (2019년)
- 《손과 날개》 (2019년)
- 《공명선거》 (2019년) - 예선 역
- 《프랑스 여자》 (2020년) - 간호사 역
- 《조제》 (2020년) - 현남 역
- 《스마일클럽》 (2020년) - 지숙 역
- 《유통기한》 (2020년) - 영희 역
- 《신의 딸은 춤을 춘다》 (2020년)
- 《취집》 (2020년)
- 《너의 기억》 (2020년) - 엄니 역
- 《위험한 결혼》 (2020년) - 장모 역
- 《방법 : 재차의》 (2021년) - 청소 노동자 1 역
- 《좋은 날》 (2021년)
- 《순영》 (2021년)
- 《맛있는 영화》 (2021년)
- 《태어나길 잘했어》 (2022년) - 외숙모 역
- 《브로커》 (2022년) - 박 여사 역
- 《비상 선언》 (2022년) - 여행 가족 역
- 《달이 지는 밤》 (2022년) - 해숙 역
- 《세이레》 (2022년) - 건강원 여 사장 역
- 《1번 국도》 (2022년) - 곽 대표 역
- 《어쩌면 우린 헤어졌는지 모른다》 (2023년)
- 《잠》 (2023년) - 해궁 할매 역
- 《울산의 별》 (2024년) - 윤화 역
- 《정순》 (2024년) - 정순 역
- 《양치기》 (2024년) - 은숙 역
- 《더 납작 엎드릴게요》 (2024년) - 연화수 역
- 《메소드 연기》 (2024년) - 정복자 역
- 《더 킬러스》 (2024년) - 보이스 역
- 《야당》 (2025년) - 김학남 역
- 《오 마이 갓》 (2025년) - 진욱 모 역

### 드라마
- 《슬기로운 의사생활》 (2020년, tvN) - 산모 친정 엄마 역
- 《미쓰리는 알고 있다》 (2020년, MBC) - 윤명화 역
- 《빈센조》 (2021년, tvN) - 유가족 3 역
- 《홍천기》 (2021년, SBS) - 월선 역
- 《안나》 (2022년, 쿠팡플레이) - 하숙집 아줌마 역
- 《강계장 시즌 1 & 2》 (2022년, TVING) - 한주무 역
- 《진검승부》 (2022년, KBS2) - 진정의 어머니 역
- 《카지노》 (2022년, Disney+) - 손은정 역
- 《최악의 악》 (2023년, Disney+) - 유승옥 역
- 《LTNS》 (2024년, TVING) - 은미 역
- 《살인자ㅇ난감》 (2024년, Netflix) - 광훈 아내 역
- 《히어로는 아닙니다만》 (2024년, JTBC) - 백일홍 역
- 《엄마친구아들》 (2024년, tvN) - 도재숙 역
- 《오징어 게임 2》 (2024년, Netflix) - 349번 참가자 역
- 《트리거》 (2025년, Disney+) - 한도의 어머니 역
- 《폭싹 속았수다》 (2025년, Netflix) - 김미향 역(특별출연)
- 《바니와 오빠들》 (2025, MBC) - 한여름의 엄마 역 (특별출연)
- 《살롱 드 홈즈》 (2025년, ENA ) - 최양희 역

## 수상 목록
- 2025년 제23회 디렉터스 컷 어워즈 새로운 여자배우상